# Elena Escorcia Vicién
Elena Escorcia Vicién   (Palma, 17 de març de 2001), coneguda artísticament com La Escorcia, és una cantant mallorquina que va assolir la fama com a participant de la segona temporada del concurs musical de TV3 Eufòria.

## Trajectòria
Originària de la capital de Mallorca, viu des del 2019 a Catalunya i estudia teatre musical. En concret, resideix a un pis de l'Eixample de Barcelona. Es defineix com una «madama de cabaret» i una «diva simpàtica». Li agrada l'escriptura i tocar el piano, tot i que a un nivell amateur. De fet, l'any 2016, quan feia 3r d'ESO a l'Institut Joan Alcover, va guanyar el concurs «Com veus la violència contra les dones», organitzat pel cos policial palmesà, amb un relat curt. El 2017, com a alumna de l'acadèmia Asunaro, va formar part d'un homenatge al musical Hairspray dirigit per Sonia Galkin i representat a la Sala Magna de l'Auditòrium de Palma. Hi va encarnar Tracy, la protagonista de l'obra.
Dins d'Eufòria, va ser triada favorita de la nit en tres ocasions diferents. En la segona gala, va reivindicar-se com la referent de talla 42 que mai va tenir. Aquesta actuació en particular va tenir molt de ressò a les xarxes socials i la intèrpret fins i tot va ser lloada com «una fúria mallorquina que regna sobre l'escenari». A més, va ser esmentada pel seu company Domènec Bis com la candidata predilecta a assolir la victòria a Eufòria. Segons el mitjà El Món, era la «clara favorita de la segona temporada d'Eufòria de TV3» fins que a la gala invertida, en què el vot del públic era tingut com a primordial, no va ser dels cinc concursants més votats i va haver de ser salvada pels coaches.
Passat el programa, va participar en el Festival d'Art Independent Pepe Sales a Girona amb una actuació de cabaret en clau de drag. Així mateix, va formar part de la cartellera del Unicorns Pride Ebre a Roquetes, encapçalada per Sharonne, Sofia Coll i Hugo Marlo.
El 2024, com a artista independent, va bolcar-se a compondre i va publicar el seu primer EP, titulat «42ND STR€€T», que va presentar a la Casa Seat en un espectacle amb quatre ballarins. Es compon de quatre cançons que tracten del seu camí vital després del pas per Eufòria. El va batejar en honor a la 42nd Street de Broadway, la seva talla de roba (una 42) i els diners que hi va dedicar (per això els €). Aquell any, també va estrenar «La Destronada», un xou unipersonal de cabaret al Festival Dona-art en Femení de Sitges, en què compartia cartell amb artistes com Sílvia Abril i Maria Juan.
Forma part de l’elenc del musical Germans de Sang al teatre Condal a partir del desembre del 2025 sota la direcció de Daniel Anglès, Ariadna Peya i Andreu Gallen.

## Vida personal
És lesbiana.

## Discografia
- «42ND STR€€T» (2024)
- Plou a Poblenou (2025)